# EBS 초대석
《EBS 초대석》은 EBS 1TV에서 매주 금요일 낮 12시 10분에 방송하는 텔레비전 토크쇼다.

## 방송 시간
| 방송 채널 | 방송 기간                         | 방송 시간                                     |
| --------- | --------------------------------- | --------------------------------------------- |
| EBS 1TV   | 2010년 2월 28일 ~ 2011년 1월 30일 | 매주 일요일 아침 7시 ~ 7시 50분(50분)         |
| EBS 1TV   | 2011년 3월 4일 ~ 2013년 2월 22일  | 매주 금요일 낮 12시 10분 ~ 1시(50분)          |
| EBS 1TV   | 2013년 8월 28일 ~ 2015년 2월 25일 | 매주 수요일 낮 12시 10분 ~ 1시 5분(55분)      |
| EBS 1TV   | 2015년 3월 3일 ~ 2015년 8월 25일  | 매주 화요일 새벽 1시 20분 ~ 2시 15분(55분)    |
| EBS 1TV   | 2015년 9월 1일 ~ 2016년 2월 23일  | 매주 화요일 새벽 1시 ~ 1시 55분(55분)         |
| EBS 1TV   | 2016년 3월 2일 ~ 2017년 2월 22일  | 매주 수요일 밤 12시 10분 ~ 1시 5분(55분)      |
| EBS 1TV   | 2017년 3월 1일 ~ 2017년 8월 23일  | 매주 수요일 밤 12시 30분 ~ 1시 25분(55분)     |
| EBS 1TV   | 2017년 8월 30일 ~ 2018년 2월 28일 | 매주 수요일 낮 12시 45분 ~ 1시 40분(55분)     |
| EBS 1TV   | 2018년 3월 4일 ~ 2018년 8월 26일  | 매주 일요일 오전 10시 30분 ~ 11시 20분(50분)  |
| EBS 1TV   | 2018년 8월 29일 ~ 2019년 3월 27일 | 매주 수요일 밤 11시 55분 ~ 12시 45분(50분)    |
| EBS 1TV   | 2019년 4월 3일 ~ 2020년 3월 25일  | 매주 수요일 밤 11시 35분 ~ 12시 25분(50분)    |
| EBS 1TV   | 2020년 4월 1일 ~ 2020년 8월 19일  | 매주 수요일 낮 1시 50분 ~ 오후 2시 40분(50분) |
| EBS 1TV   | 2020년 8월 26일 ~ 2021년 3월 24일 | 매주 수요일 낮 1시 55분 ~ 오후 2시 45분(50분) |
| EBS 1TV   | 2021년 4월 2일 ~ 2021년 8월 27일  | 매주 금요일 낮 1시 ~ 1시 50분(50분)           |
| EBS 1TV   | 2021년 9월 3일 ~ 현재             | 매주 금요일 낮 12시 10분 ~ 1시(50분)          |

## 타이틀 변천사
| 역대 | 타이틀      | 방송 기간                                                |
| ---- | ----------- | -------------------------------------------------------- |
| 1대  | 교육 초대석 | 2010년 2월 28일 ~ 2011년 2월 27일                        |
| 2대  | EBS 초대석  | 2011년 3월 4일 ~ 2013년 2월 22일, 2013년 8월 28일 ~ 현재 |

## MC
- 정관용